# أولمبياد جبل الجبنة

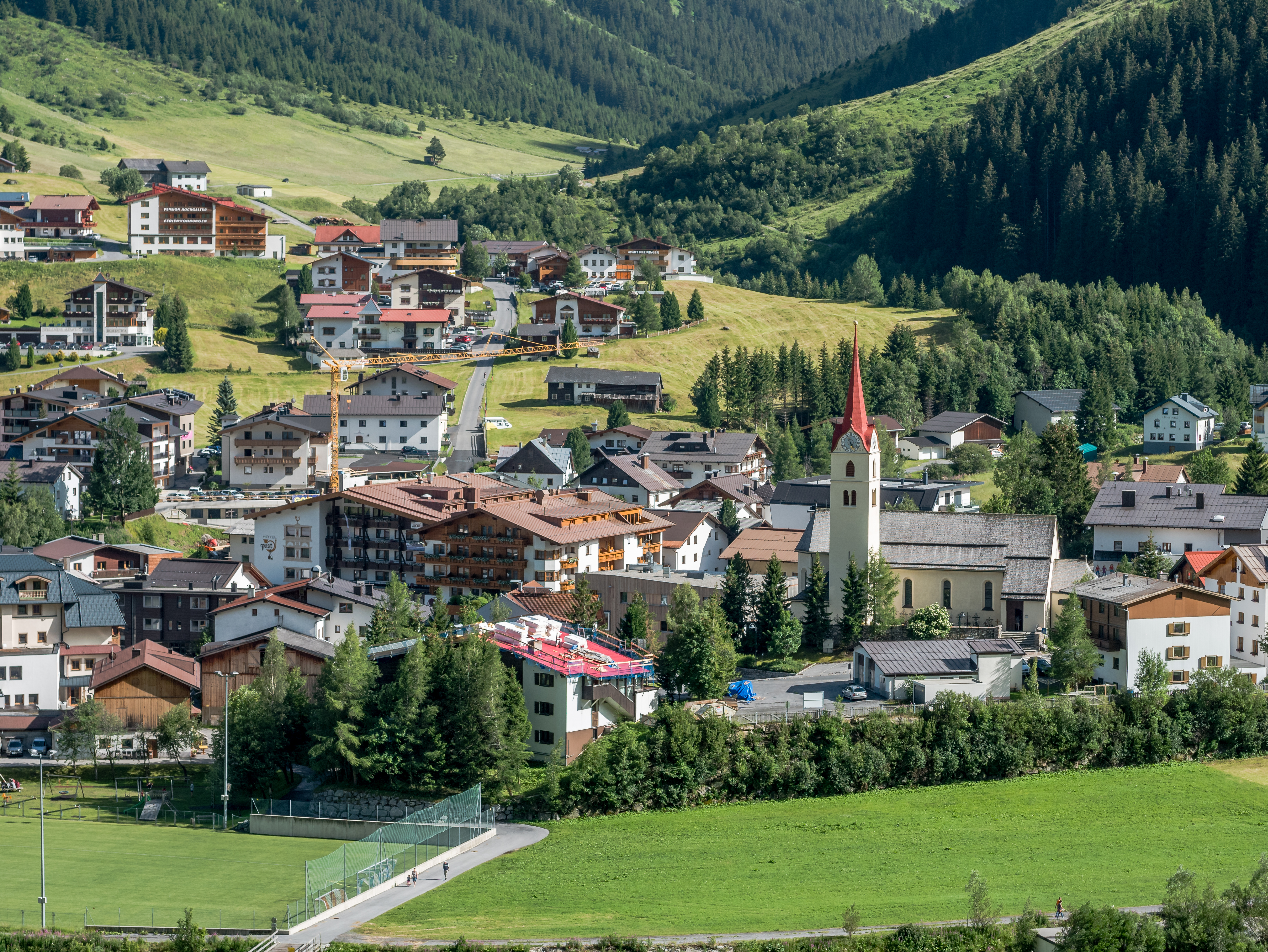

أولمبياد جبل الجبنة هو مهرجان يقام في أبنزل في سويسرا، بهدف تحسين المصالح الاٌتصادية في منطقة الجبال. يركز الاحتفال على الجبنة لأن «جبنة الجبال» تعتبر مميزة عن غيرها من الأنواع. في الأغلب يتم صنع حبنة الجبال من حليب الأغنام أو الماعز، وتميل إلى أن كون أطرى وملمسها أنعم.
على الرغم من أن سويسرا وفرنسا وإيطاليا قد بدأت في المقام الأول ، وتسيطر على جوائزها، إلا أن هناك ما يزيد عن 100 مشاركة من جميع أنحاء العالم، بما في ذلك اليابان والمكسيك وإثيوبيا.
واحد من الفائزين غير المتوقعين في عام 2004 كان جبنة ساكورا، من منطقة هوكايدو شمال اليابان، جبنة طرية بنكهة أوراق الكرز الجبلية.